# Театр у кошику
Творча майстерня «Театр у кошику» — сучасний український експериментальний театр, створений у 1997 році режисеркою Іриною Волицькою та акторкою Лідією Данильчук як незалежне творче об'єднання. З 2004 року стає творчою майстернею Національного центру театрального мистецтва ім. Леся Курбаса у Львові.
«Театр у кошику» постав з потреби духовної, культурної, національної самоідентифікації на стикові модерністських та постмодерністських естетичних засад. Це свого роду унікальний театр, який займає елітарну нішу в культурному просторі України. Творча майстерня проводить дослідження у сфері театрального знаку, символу, метафори, вибудовуючи власні, самобутні засоби сценічної виразності та експресії.

## Репертуар театру
З 1997 року по сьогодні театр створив 13 оригінальних постановок, режисеркою яких є Ірина Волицька. 
- 1997 — «Білі мотилі, плетені ланцюги…» моновистава за мотивами новел та листів Василя Стефаника; виконавиця — Лідія Данильчук[1]
- 1998 — «Украдене щастя» за п’єсою Івана Франка; в ролях — Лідія Данильчук, Роман Біль і Володимир Губанов
- 2001 — «На полі крові» моновистава за драматичною поемою Лесі Українки; виконавиця — Лідія Данильчук
- 2002 — «Одержима» за драматичною поемою Лесі Українки; в ролях — Лідія Данильчук, Роман Біль, гурт «Замкова тінь»
- 2003 — «Сон. Комедія» моновистава за поемою Тараса Шевченка; виконавиця — Лідія Данильчук
- 2004 — «Я йду, Христе…» за творами Григора Лужницького; в ролях — Лідія Данильчук і Володимир Губанов
- 2005 — «Пригода ведмедиків панда…» за п’єсою Матея Вішнєка; в ролях — Лідія Данильчук і Володимир Губанов
- 2007 — «Річард після Річарда» моновистава за драматою «Річард III» Вільяма Шекспіра; виконавиця — Лідія Данильчук[2][3]
- 2008 — «Провина» за п’єсою Небойші Ромчевича; в ролях — Лідія Данильчук і Роман Біль
- 2011 — «Пісня про равликів» за п’єсою «Маячня удвох» Ежена Йонеско; в ролях — Лідія Данильчук і Петро Микитюк
- 2013 — «Орестея. Exercise» — опера-мелопея Олександра Козаренка за текстами трагедії «Орестея» Есхіла (у перекладі Андрія Содомори), а також віршами Оксани Забужко та Райнера Марії Рільке
- 2015 — «Голос тихої безодні» за моноп'єсою Неди Нежданої; виконавиця — Лідія Данильчук
- 2017 — «Стара пані висиджує» за п’єсою Тадеуша Ружевича; виконавиця — Лідія Данильчук[4]
- 2020, 30 жовтня — «Дві кралечки – на північ» П’єра Нотта; акторки — Лідія Данильчук і Тетяна Сторожук, акордеон - Роман Біль
- 2021, 25 лютого — «Розмова» за оповіданням Лесі Українки; виконавиця — Лідія Данильчук[5]